# Waluburg
Waluburg war eine germanische Seherin oder Wahrsagerin aus dem Stamm der Semnonen die im 2. Jahrhundert in Ägypten in einem römischen Heerlager diente.

Ihr Name wurde in einer Inschrift auf einer Scherbe von der Nilinsel Elephantine durch Wilhelm Schubart entdeckt und von ihm 1917 erstmals wissenschaftlich rezipiert. Auf der circa 13 × 10 cm großen Scherbe aus Ton findet sich auf der Außenseite in zehn Zeilen der griechische Text mit dem Schriftbild das die Inschrift ins 2. Jahrhundert datieren lässt. Zeile acht lautet:

„Βα̣λουβουργ Σήνονι σιβύλλᾳ“

„Waluburg, Seherin aus dem Stamm der Semnonen.“

Der Name der Waluburg erscheint in korrekter Wiedergabe der germanischen Dativendung, hingegen Σήνονι σιβύλλᾳ die griechische Kasusendung zeigt.
Es ist unbekannt, wie sie nach Ägypten gekommen war. Da der Eintrag Waluburgs der letzte ist nach mehreren Namen römischer und griechisch-ägyptischer Soldaten und ziviler Bediensteten, wird vermutet, dass Waluburg Soldempfängerin in römischen Diensten war. 

## Name
Der Name der Waluburg ist nach dem Typ der germanischen Personennamen zweigliedrig gebildet. Generell wird beim Namen Waluburg wie bei den der anderen namentlich überlieferten Seherinen (Albruna, Ganna, Veleda) eher von einem beschreibenden funktionalen Beinamen ausgegangen, bezogen auf die kultisch-magische Tätigkeit und Stellung der Seherinnen innerhalb der germanischen Gesellschaften.
Das erste Glied walu- aus germanisch *waluz für „Stab“  aus indogermanisch *uel- für „drehen, wenden“ (lateinisch uallus = „Stab“). Walu- ist Gemeingut in der Germania und belegt durch gotisch walus, altnordisch vǫlr und neben anderen altfriesisch walu-bera für „Stabträger“. Der Stab ist ein Attribut und Zeichen des „Berufsstands“ (Simek) und Instrument der magischen und mantischen Praktiken der germanischen Seherinnen.
Das zweite Glied -burg ist sprachgeschichtlich bedeutend, da burg germanisch *burȝz in Personennamen vor dem 7. Jahrhundert bisher weiter nicht belegt ist. Vermutungen das durch die inschriftliche Form Senones der keltische Stamm der Senonen zu lesen sei wird durch die Germanizität des Personennamens als Verschreibung korrigiert. Des Weiteren ist bezogen auf einer unterstellten Keltizität des Personennamens beispielsweise burg keltisch als borc, borgg erst mittelalterlich belegt, als Entlehnung aus mittellateinisch burgus.